# Le Chabichou
Pour le fromage, voir Chabichou du Poitou.
 (septembre 2018).
Le Chabichou est un hôtel 5 étoiles situé à Courchevel 1850, en Savoie. C’est également un restaurant français, doublement étoilé au guide Michelin.

## Historique
L'hôtel, racheté en 1962 par Michel Rochedy et son épouse, ne possédait à l'époque que neuf chambres.
Après de gros travaux effectués en 2003, le Chabichou obtient sa quatrième étoile et en 2019 sa 5e étoile après sa vente en automne 2019 au groupe Lavorel, qui détient de nombreux hôtels haut de gamme.
Côté restaurant, Michel Rochedy obtient sa première étoile au guide Michelin en 1979, et la seconde en 1984. Depuis 1988, il est accompagné en cuisine par Stéphane Buron, premier prix Taittinger en 2002 et Meilleur ouvrier de France 2004.

## Distinctions
- 2 étoiles au guide Michelin
- 3 étoiles au Bottin Gourmand
- 4 toques au Gault et Millau
- 4 assiettes au Guide Hubert